# Bükkzsérc
Bükkzsérc ([ˈbyɡʒeːɾt͡s]) est un village et une commune du comitat de Borsod-Abaúj-Zemplén en Hongrie.

## Géographie
Bükkzsérc est situé dans une vallée proche d'Eger et de Mezőkövesd.

## Histoire
Le village est mentionné pour la première fois en 1248, et entre en possession de l'ordre des Chartreux en 1457.
Il est pillé par les Turcs en 1552.

## Édifices et lieux d'intérêt
- Formation naturelle en fer à cheval sur le mont Hódos
- Maisons de style ancien
- Musée communal (Községi Emlékház)
- Église réformée
- Église catholique
- Caves à vin remarquables à l'entrée sud du village

## Images

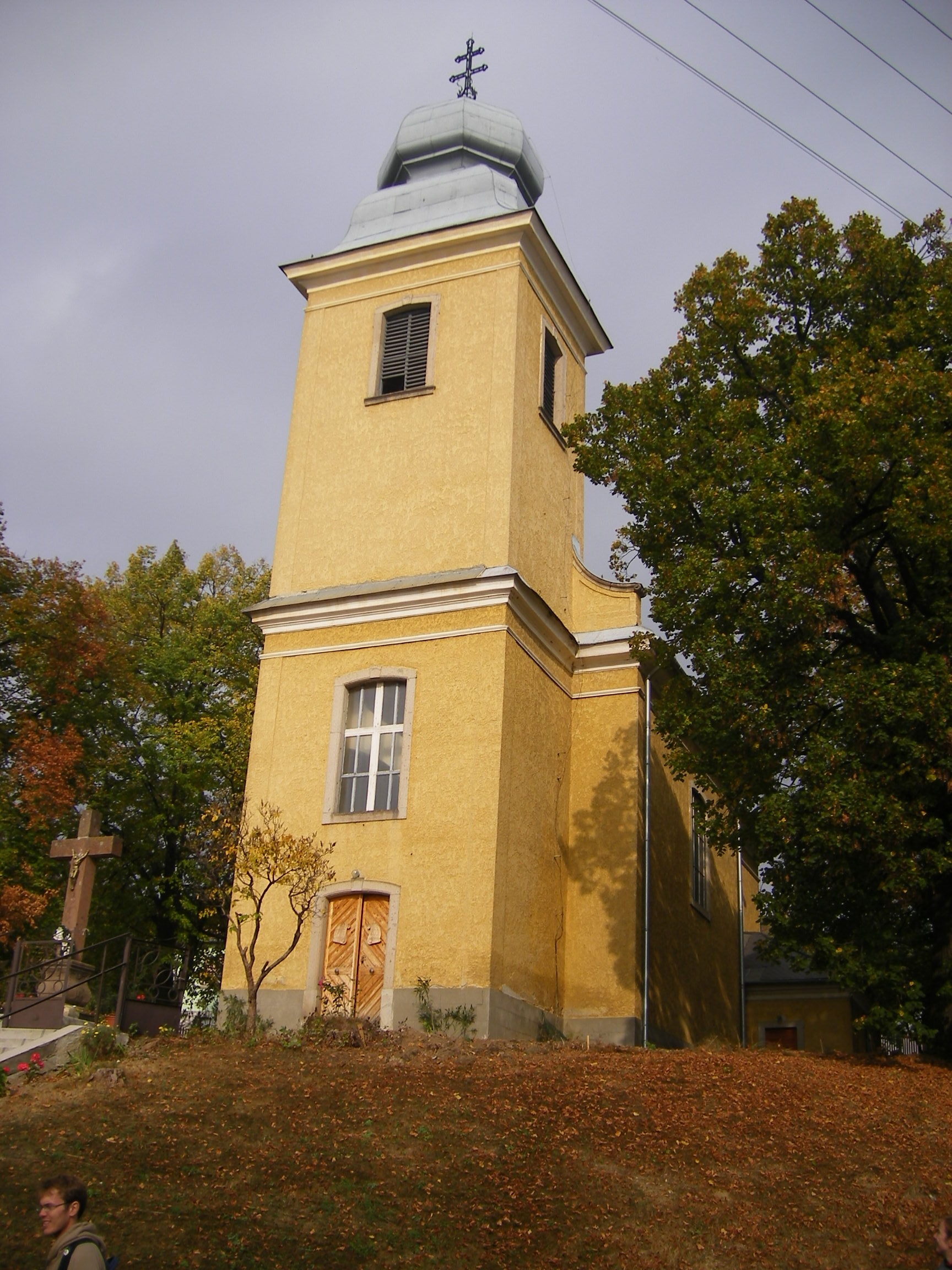
L'église catholique
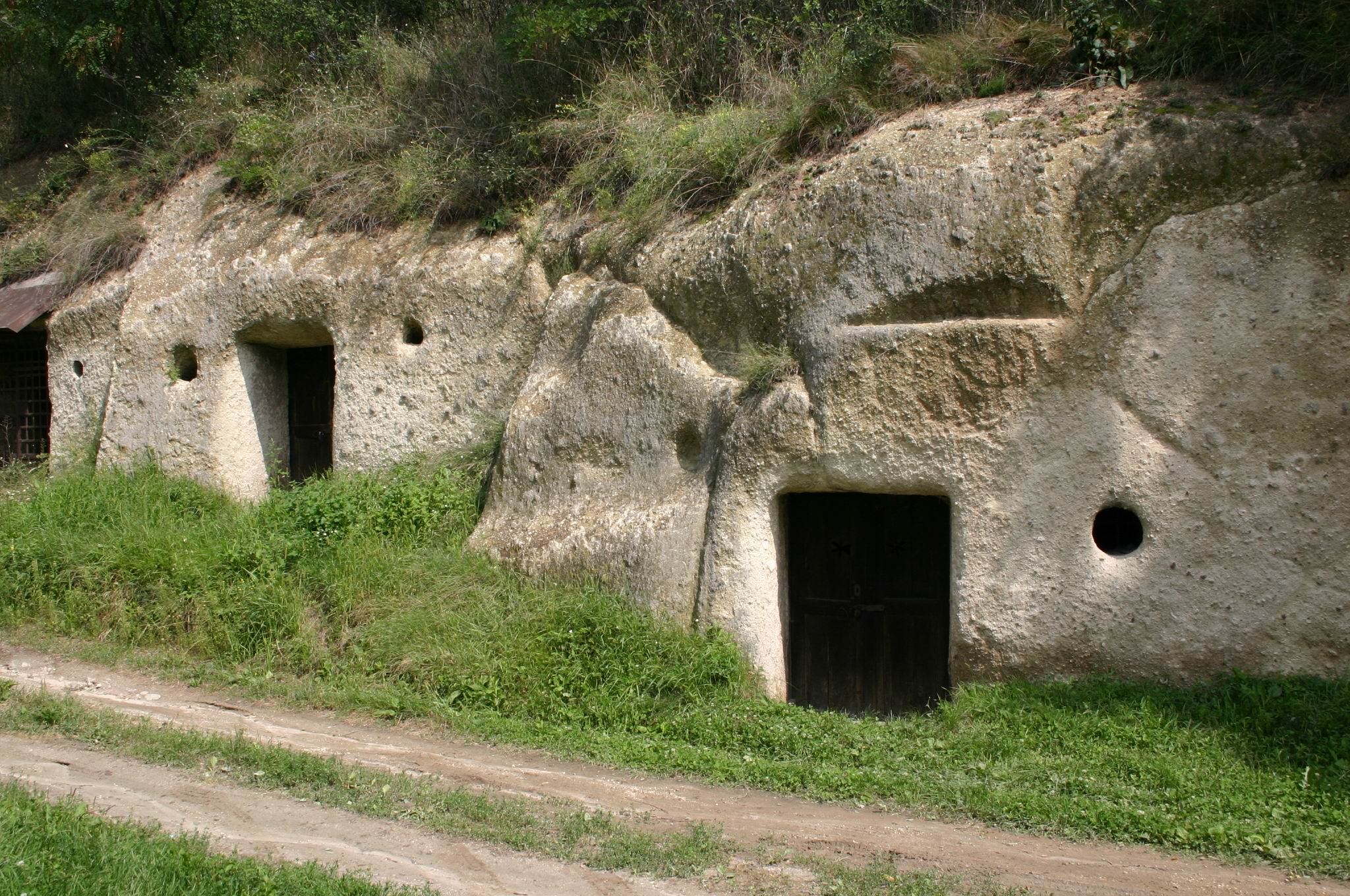
Caves taillées dans le tuf rhyolitique
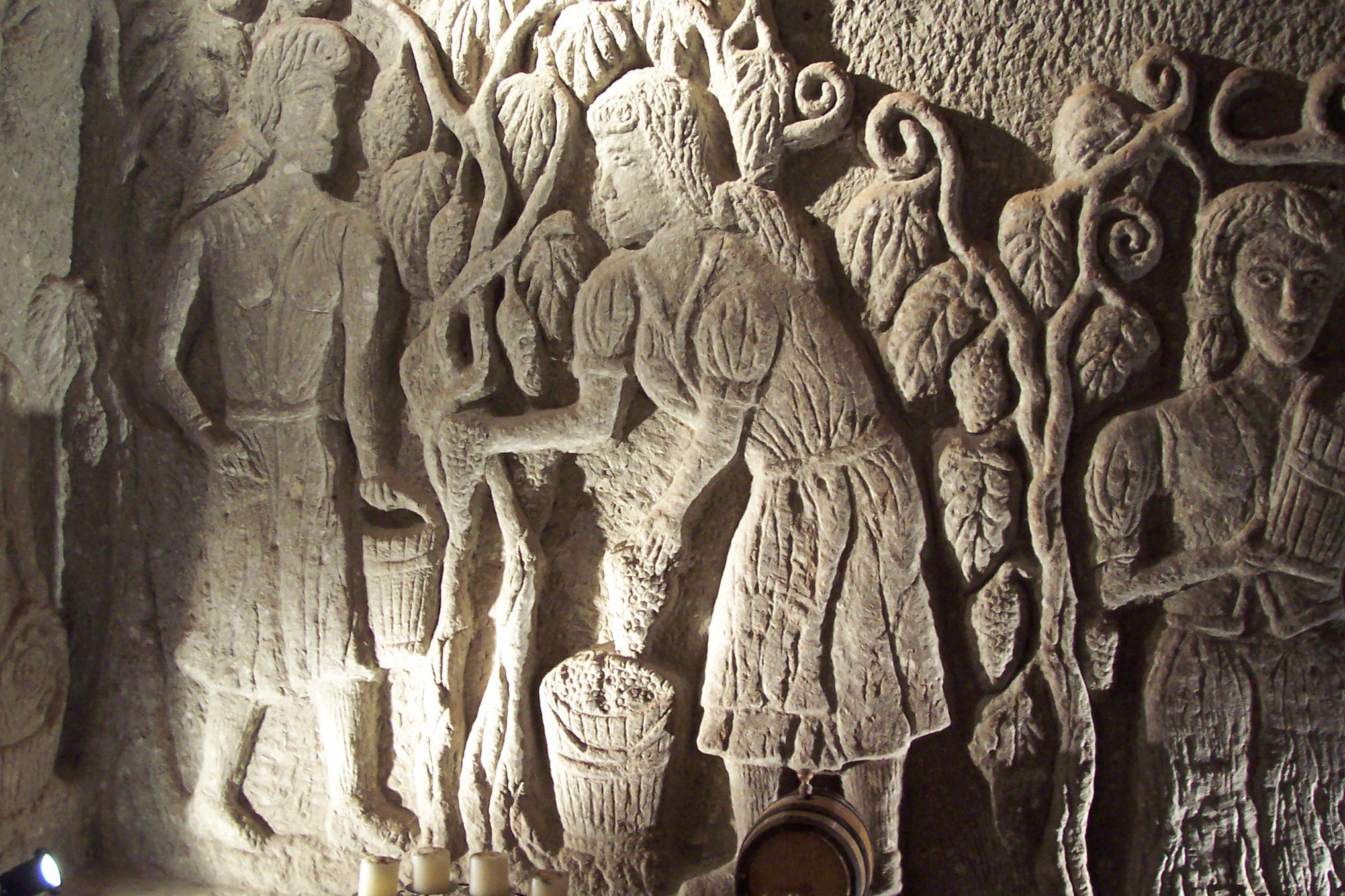
Bas-relief dans une cave